# Stade Armand Cesari
Stade Armand Cesari – stadion piłkarski w miejscowości Furiani (na południowych przedmieściach Bastii), otwarty 16 października 1932. Rozbudowany w latach: 1994, 1997, 2001, 2011–2012. Domowy obiekt SC Bastia, a do 2017 r. również CA Bastia. Pojemność jego trybun wynosi 16 048 miejsc siedzących, a rekord frekwencji - 16 054 widzów - ustanowiono 22 września 2012 podczas ligowego meczu SC Bastii z Paris Saint-Germain w 6. kolejce sezonu 2012/13 Ligue 1.
W latach 1932–1937 nosił oficjalną nazwę Stade du Docteur Luciani, od nazwiska miejscowego lekarza i propagatora aktywności fizycznej. W 1937 r. przemianowano go na Stade Armand Cesari, na cześć Armanda Cesariego (ur. 1903, zm. 1936) – byłego zawodnika SC Bastii, jednego z najlepszych piłkarzy Korsyki lat 30. XX wieku, tragicznie zmarłego 21 stycznia 1936. Od momentu otwarcia potocznie nazywany również Stade de Furiani – od nazwy miejscowości, w której się znajduje.

## Trybuny
Stadion posiada cztery trybuny. W 2005 r., dla uczczenia setnej rocznicy założenia SC Bastii, nadano im następujące nazwy:
- Trybuna północna: Tribune Claude Papi (pojemność: 5500 miejsc)
- Trybuna wschodnia: Tribune Jojo Petrignani (pojemność: 2500 miejsc)
- Trybuna południowa: Tribune Victor Lorenzi (pojemność: 6000 miejsc)
- Trybuna zachodnia: Tribune Pierre Cahuzac (pojemność: 2990 miejsc)

## Katastrofa w Furiani
5 maja 1992 na Stade Armand Cesari miała miejsce katastrofa budowlana. Przed półfinałowym meczem Pucharu Francji sezonu 1991/92 SC Bastii z Olympique Marsylia, w wyniku zawalenia się tymczasowej trybuny zginęło 18 osób, a 2357 zostało rannych.